# Masato Sakurai
Masato Sakurai (桜井 正人 Sakurai Masato?), född 26 september 1986 i Ibaraki prefektur, är en japansk före detta fotbollsspelare.
Sakurai började sin karriär 2009 i Kataller Toyama. Han spelade 33 ligamatcher för klubben. 2011 flyttade han till Sagawa Printing. Han avslutade karriären 2011.